# Lovers Film Festival - Torino LGBTQI Visions
Lovers Film Festival - Torino LGBTQI Visions, precedentemente noto come Torino Gay & Lesbian Film Festival, Torino GLBT Film Festival - Da Sodoma a Hollywood o Togay, è un festival cinematografico con una selezione di film dall'orientamento e dalle tematiche gay e lesbiche. Fondato nel 1986 è il più antico festival sul tema d'Europa e terzo nel mondo. Si tiene ogni anno a Torino nel mese di aprile. Nel corso degli anni il festival è diventato uno degli eventi principali per la comunità LGBT e il pubblico interessato a tali tematiche.

## Storia
Il Festival è nato nel 1986 per iniziativa di Ottavio Mai e Giovanni Minerba, col consenso dell'assessore Marziano Marzano e con il contributo della regione Piemonte come semplice rassegna cinematografica LGBT. Nel 1989 viene riconosciuto dal Ministero del turismo e dello spettacolo italiano e diviene un Festival Internazionale a tutti gli effetti. Con una selezione tra lungometraggi, cortometraggi e documentari, ha avuto il merito di far conoscere in Italia cineasti come François Ozon, Gus Van Sant, Derek Jarman, Todd Haynes e molti altri, inoltre il festival ha spesso riscoperto film o personaggi dimenticati dal pubblico.
L'evento dal 2005 è amministrato e gestito dal Museo nazionale del cinema. Gode del sostegno degli assessorati alla Cultura della Regione Piemonte, della Provincia e della Città di Torino. Il Ministero per i Beni e le Attività Culturali italiano ha riconosciuto il Festival come "una tra le più importanti manifestazioni cinematografiche italiane a livello internazionale".

## Panoramica
Il festival si divide sostanzialmente in 6 categorie, tre competitive e tre non competitive, giudicate da una giuria internazionale che consegna un premio ad ognuna delle tre sezioni competitive. Tra le altre sezioni non competitive vi sono: "Movie & Music Icons" in cui vengono omaggiati personaggi dello spettacolo divenuti icone gay o punti di riferimento per la comunità LGBT, "Voice Over" sezione dedicata al cinema sperimentale e alla video arte e "Europa Mon Amour" in cui anno viene analizzato un genere cinematografico.
La rassegna presenta film in anteprima nazionale o mondiale con la direzione di Giovanni Minerba. Il festival pubblica ogni anno un catalogo con le schede e i commenti su tutti i film presentati, in italiano e in inglese, che con il passar del tempo si è caratterizzato sempre più come vero e proprio "catalogo" ragionato della presenza dell'omosessualità nel cinema.
A partire dalla 21ª edizione, il festival collabora con il Museo nazionale del cinema per la gestione e l'organizzazione. Oltre alla presentazione di film, vengono organizzati diversi eventi, come mostre e feste. Dal 2017 è partner del festival l'associazione Sicurezza e Lavoro, per promuovere i diritti lgbtqi nel cinema e nel lavoro. Ogni anno offre il premio per il miglior cortometraggio internazionale, assegnato da una giuria di studenti e studentesse del Dams di Torino, coordinata dal giornalista Massimiliano Quirico, direttore di Sicurezza e Lavoro.
In occasione della 29ª edizione il festival subisce un restyling del nome e del logo, con il nome più internazionale "Torino Gay & Lesbian Film Festival" (TGLFF). In occasione della 32ª edizione il festival subisce un restyling del nome e diventa Lovers Film Festival con questa motivazione: "«Lovers» ha un triplice significato: amante, appassionato e sexual partner. Un nome che racconta differenti e molteplici geografie sessuali, ma anche la cura e il profondo amore per il cinema e la stessa comunità LGBTQI".

## Dorian Gray
Dalla venticinquesima edizione del 2010 il Togay attribuisce il Dorian Gray un premio per celebrare i conseguimenti di una carriera nel mondo della cinematografia a tematica LGBT. Il riconoscimento ha le sembianze dello scrittore e drammaturgo irlandese Oscar Wilde, simbolo della lotta contro i pregiudizi e le discriminazioni. La statuetta è stata disegnata dal pittore Ugo Nespolo.
La prima edizione del premio è stata vinta dal regista statunitense James Ivory. Nel 2011 il premio è stato assegnato a Lindsay Kemp, nel 2012 è invece andato a Luciana Littizzetto.

## Young Lovers - Matthew Shepard Award
Dalla trentatreesima edizione del 2018 il progetto Babi - Libere Gabbie attribuisce il Matthew Shepard, un premio nato in memoria del ragazzo divenuto simbolo della lotta contro la violenza omo-transfobica, per celebrare il film che meglio racconta il travaglio dell'adolescenza contemporanea.
Il riconoscimento è assegnato tra i lungometraggi in concorso da un gruppo di studenti delle scuole superiori piemontesi. Tutor e presidente di giuria è Walter Revello.

### Giurie
- 2018: Matteo Camattari, Alberto Cappello, Luca Lumci, Carmen Rotariu
- 2019: Giorgia Chessari, Giulio Gallo, Nora Marcatto, Loki Neri, Ilaria Steri
- 2020: Viviana Ficetti, Ana Maria Hordila, Lucilla Marassio, Chiara Mercurio, Tommaso Morrison.
- 2021: Marta Rabellino, Alice Viola Viscogliosi, Miriam Mussone, Noemi Mussone, Martina Braconaro.
- 2022: Chiara Fiorano, Federica Tedesco, Francesco Toscano, Michela Lupi, Sara Scalera.
- 2023: Davide Rubinetto, Marco Calderano, Martina Braconaro, Matilde Bolla, Paolo Tomassone, Sara Scalera.
- 2024: Guy Chenal, Maria Alessandra Brontu, Sandra Grijalba, Tatiana Quispe
- 2025: Fabio Frusciante, Guy Chenal, Sofia Germak Bajetto, Tatiana Quispe.

### Vincitori
- 2018: Tinta Bruta di Filipe Matzembacher - Per la capacità di raccontare con intimo realismo l'influenza del bullismo nella propria idea di sé; un film dalle tinte forti ma con una spiccata luce di speranza.
- 2019: Kanarie di Christiaan Olwagen - Per aver saputo raccontare con poetica tenerezza ed onestà i travagli emotivi che ogni adolescente vive nell'accettazione di sé e della propria diversità, evidenziando soprattutto la responsabilità che la società, quindi ognuno di noi, ha nel percorso di amore verso se stessi.
- 2020: Alice Junior di Gil Baroni - per aver saputo raccontare con sguardo onesto e leggero il difficile tema dell'integrazione nel contesto adolescenziale e per averci ricordato che solo uniti siamo davvero forti.
- 2021: Jump, Darling di Phil Connell - per aver raccontato con potenza visiva ed emotiva il confronto generazionale nell'accettazione di sè, dei propri limiti, dei propri sogni e averci ricordato che non è mai troppo tardi per prendere in mano le redini della propria vita. Una menzione speciale all'interpretazione di Cloris Leachman, struggente e ipnotica, affilata come lame di pattini da ghiaccio.
- 2022: Wildhood di Bretten Hannam - per averci portato in una narrazione dai tratti mitologici che scava nella profonda necessità universale di trovare il rapporto con la propria famiglia, il proprio corpo, la propria sessualità, le proprie radici; un film che si dipana con una struggente delicatezza e un prezioso rispetto per le emozioni dei personaggi e degli spettatori.
- 2023: Arrête avec tes mensonges di Olivier Peyon - per aver raccontato con poetica sincerità la potenza dell'amore adolescenziale e della sua incontrollabile urgenza e, al contempo, aver indagato la complessità emotiva che questo amore lascia nell'esistenza di chi l'ha vissuto, direttamente o indirettamente; un caleidoscopico viaggio nelle intimità dei protagonisti, permeato di dolcezza e struggimento, che ha coinvolto e commosso, creando una preziosa empatia con lo spettatore. Al vincitore è assegnata l'opera inedita “Uno spazio vuoto” ("An empty space" / "חלל ריק") dell’artista israeliano Yizhack Levi Cohen, prodotta su commissione di Libere Gabbie e dell'EcoMuseo Nesta di Torino.
- 2024: Duino di Juan Pablo di Pace - perché raccontare è sempre raccontarsi,  per cercare di dare, attraverso la propria esperienza, risposte che diventano universali; un film che racconta la fame di vita, di sperimentazione e di amore dell'adolescenza e il suo ripercuotersi urgente nell'intera esperienza umana; un film onesto, nel più alto significato che questa parola può valere per l'arte. Al vincitore è assegnata l'opera inedita "Stralisco I" di Paolo Nesta, offerta dall'EcoMuseo Nesta di Torino

### Menzioni Speciali
- 2020: El Cazador - per aver affrontato con chirurgica urgenza il rapporto tra adolescenti, sesso e pedofilia, raccontando una storia non banale con profonda empatia e potenza.

## Sezioni

### Concorso
- Concorso lungometraggi
- Concorso documentari
- Concorso cortometraggi

### Fuori concorso
- Panoramiche lungometraggi
- Panoramiche documentari
- Panoramiche cortometraggi
- Movie & Music Icons
- Voice Over
- Europa Mon Amour

### Vincitori per il miglior film[9]
- 1989
- .λιποτάκτης/Lipotaktis - (...Disertore)
 (INEDITO NEL CIRCUITO ITALIANO)
  - regia di Giorgos Korras e Cristos Voupouras
  - lingua: Greco
  - paese di origine: Grecia

- 1990
- Kamikaze Hearts (Cuori Kamikaze)
 (INEDITO NEL CIRCUITO ITALIANO)
  - regia di Juliet Bashore
  - lingua: Inglese
  - paese di origine: U.S.A.

- 1991
- My Father is Coming (Arriva mio padre)
 (INEDITO NEL CIRCUITO ITALIANO)
  - regia di Monika Treut
  - lingua: Inglese/Tedesco
  - paese di origine: Germania

- 1992
- Together Alone (Insieme da soli)
 (INEDITO NEL CIRCUITO ITALIANO)
  - regia di P. J. Castellaneta
  - lingua: Inglese
  - paese di origine: U.S.A.

- 1993: EX AEQUO
- חסד מופלא Hessed Mufla (Amazing Grace-Grazia stupenda)
 (INEDITO NEL CIRCUITO ITALIANO)
  - regia di Amos Guttman
  - lingua: Ebraico
  - paese di origine: Israele
- For A Lost Soldier-Voor een verloren soldaat (Voor een verloren soldaat)
  - regia di Roeland Kerbosch
  - lingua: Inglese/Olandese
  - paese di origine: Olanda

- 1994
- Grief (Dolore)
 (INEDITO NEL CIRCUITO ITALIANO)
  - regia di Richard Glatzer
  - lingua: Inglese
  - paese di origine: U.S.A.

- 1995
- Sister My Sister (Sorella mia) 
 (INEDITO NEL CIRCUITO ITALIANO)
  - regia di Nancy Meckler
  - lingua: Inglese
  - paese di origine: U.K.

- 1996: EX AEQUO
- Boyfriends (Fidanzati) 
 (INEDITO NEL CIRCUITO ITALIANO)
  - regia di Neil Hunter e Tom Hunsinger
  - lingua: Inglese
  - paese di origine: U.K.
- Neurosia - 50 Jahre pervers (Neurosia - 50 anni perversi)
  - regia di Rosa von Praunheim
  - lingua: Tedesco
  - paese di origine: Germania

- 1997
- 渚のシンドバッNagisa no Shindobaddo (Like Grains of Sand-come granelli di sabbia) 
 (INEDITO NEL CIRCUITO ITALIANO)
  - regia di Ryosuke Hashiguchi
  - lingua: Giapponese
  - paese di origine: Giappone

- 1998
- Bent (Bent) 
 (INEDITO NEL CIRCUITO ITALIANO)
  - regia di Sean Mathias
  - lingua: Inglese
  - paese di origine: U.K.

- 1999
- Lola + Bilidikid (Lola e Billy) 
 (INEDITO NEL CIRCUITO ITALIANO)
  - regia di Kutluğ Ataman
  - lingua: Tedesco/Turco
  - paese di origine: Germania

- 2000
- Sobreviviré (Sopravviverò) 
 (INEDITO NEL CIRCUITO ITALIANO)
  - regia di Alfonso Albacete e David Menkes
  - lingua: Spagnolo
  - paese di origine: Spagna

- 2001
- 夜奔Ye ben (Fleeing by Night-Fuggendo nella notte) 
 (INEDITO NEL CIRCUITO ITALIANO)
  - regia di Hsu Li-kong e Chi Yin
  - lingua: Cinese Mandarino
  - paese di origine: Taiwan

- 2002
- A mia madre piacciono le donne (A mi madre le gustan las mujeres)
  - regia di Inés París e Daniela Fejerman
  - lingua: Spagnolo
  - paese di origine: Spagna

- 2003
- La chatte à deux têtes (La gatta a due teste) 
 (INEDITO NEL CIRCUITO ITALIANO)
  - regia di Jacques Nolot
  - lingua: Francese
  - paese di origine: Francia

- 2004
- Beautiful Boxer (บิวตี้ฟูล บ๊อกเซอร์ Beautiful Boxer)
  - regia di Ekachai Uekrongtham
  - lingua: Thai/Inglese
  - paese di origine: Tailandia

- 2005
- Tropical Malady (สัตว์ประหลาด Tropical Malady)
  - regia di Apichatpong Weerasethakul
  - lingua: Thai
  - paese di origine: Tailandia

- 2006
- Ang pagdadalaga ni Maximo Oliveros (La fioritura di Maximo Oliveros) 
 (INEDITO NEL CIRCUITO ITALIANO)
  - regia di Auraeus Solito
  - lingua: Filippino
  - paese di origine: Filippine

- 2007
- Solange du hier bist (Mentre sei qui) 
 (INEDITO NEL CIRCUITO ITALIANO)
  - regia di Stefan Westerwelle
  - lingua: Tedesco
  - paese di origine: Germania

- 2008
- La León (La León)
  - regia di Santiago Otheguy
  - lingua: Spagnolo
  - paese di origine: Argentina
 }

- 2009
- Leonera (Leonera) 
 (INEDITO NEL CIRCUITO ITALIANO)
  - regia di Pablo Trapero
  - lingua: Spagnolo
  - paese di origine: Argentina

- 2010
- El niño pez (El niño pez)
  - regia di Lucía Puenzo
  - lingua: Spagnolo
  - paese di origine: Argentina

- 2011
- Tomboy (Tomboy)
  - regia di Céline Sciamma
  - lingua: Francese
  - paese di origine: Francia

- 2012
- A Novela das 8 (la telenovela delle 8) 
 (INEDITO NEL CIRCUITO ITALIANO)
  - regia di Odilon Rocha
  - lingua: Portoghese
  - paese di origine: Brasile

- 2013
- Boven is het stil (It's All So Quiet-È tutto così calmo)
 (INEDITO NEL CIRCUITO ITALIANO)
  - regia di Nanouk Leopold
  - lingua: Olandese
  - paese di origine: Olanda

- 2014
- Der Kreis (The Circle-Il cerchio) 
 (INEDITO NEL CIRCUITO ITALIANO)
  - regia di Stefan Haupt
  - lingua: Tedesco
  - paese di origine: Svizzera

- 2015
- Gardenia - Bevor der letzte Vorhang fallt (Gardenia - Prima che cali il sipario) 
 (INEDITO NEL CIRCUITO ITALIANO)
  - regia di Thomas Wallner
  - lingua: Tedesco
  - paese di origine: Germania

- 2016
- La Belle Saison (La bella stagione) 
 (INEDITO NEL CIRCUITO ITALIANO)
  - regia di Catherine Corsini
  - lingua: Francese
  - paese di origine: Francia

- 2017
- The Wound (Inxeba/La ferita) 
 (INEDITO NEL CIRCUITO ITALIANO)
  - regia di John Trengove
  - lingua: Xhosa/Inglese/Afrikaans
  - paese di origine: SudAfrica

- 2018
- Tinta Bruta (Tinta grezza) 
 (INEDITO NEL CIRCUITO ITALIANO)
  - regia di Marcio Reolon e Filipe Matzembacher
  - lingua: Portoghese
  - paese di origine: Brasile

- 2019
- Carmen y Lola (Carmen y Lola)
  - regia di Arantxa Echevarria
  - lingua: Spagnolo
  - paese di origine: Spagna

- 2020
- Adam 
 (INEDITO NEL CIRCUITO ITALIANO)
  - regia di Rhys Ernst
  - lingua: Inglese
  - paese di origine: U.S.A.

- 2021
- Swan Song (Il canto del cigno) 
 (INEDITO NEL CIRCUITO ITALIANO)
  - regia di Todd Stephens
  - lingua: Inglese
  - paese di origine: U.S.A.

- 2022
- Wildhood 
 (INEDITO NEL CIRCUITO ITALIANO)
  - regia di Bretten Hannam
  - lingua: Micmac/Inglese
  - paese di origine: Canada

- 2023
- Le Paradis 
 (INEDITO NEL CIRCUITO ITALIANO)
  - regia di Zeno Grato
  - lingua: Francese
  - paese di origine: Francia

- 2024
- Les Tortues 
 (INEDITO NEL CIRCUITO ITALIANO)
  - regia di David Lambert
  - lingua: Francese/Inglese
  - paese di origine: Belgio, Canada